# 六連村
六連村（むつれむら）は、愛知県渥美郡にあった村。現在の田原市の一部にあたる。

## 地理
渥美半島の中央部に位置していた。
- 海洋：遠州灘[2]

## 歴史
- 1878年（明治11年）渥美郡久美原村、浜田村、百々村、長仙寺村、片神戸村、数原新田が合併して六連村が成立[2]。
- 1889年（明治22年）10月1日、町村制の施行により、旧片神戸村・旧数原新田が相川村大字六連に、旧久美原村・旧浜田村・旧百々村・旧長仙寺村が村制施行し六連村が発足[1][2]。大字は編成せず[2]。
- 1900年（明治33年）六連蚕業組合設立[2]
- 1906年（明治39年）9月10日、渥美郡杉山村と合併し、杉山村が存続して廃止された[1][2]。

### 地名の由来
6か村が連合して成立したことにちなむ。

## 産業
- 農業[2]

## 教育
- 1897年（明治30年）字貝場に小学校（現田原市立六連小学校）を新築し高等科を併置[2]。